# Vladarsko jabolko
Vladarsko jabolko (latinsko globus cruciger) je krščansko znamenje oz. simbol vladarske oblasti v obliki krogle, ki je bilo v uporabi predvsem v srednjem veku. Krogla predstavlja svet, ki mu vlada krščanski Bog, katerega ponazarja križ na vrhu krogle. Božja vladavina je dobesedno prenesena na zemeljskega vladarja (npr. cesarja ali kralja), včasih pa tudi na nebeško bitje, kot je nadangel.
Vizualni simbolizem držanja sveta v eni roki sicer izhaja iz antike, kot so npr. kovanci iz 4. stoletja v času vladanja cesarja Konstantina I. Vladarsko jabolko se je v krščanskih deželah verjetno pojavilo v zgodnjem 5. stoletju s širjenjem krščanstva, in sicer na kovancih cesarja Arkadija v letih med 395 in 408 ter na kovancih cesarja Teodozija II. leta 423. Simbol je ostal priljubljen skozi celoten srednji vek v obliki kovancev, ikonografij in vladarskih insignijah oz. regalijah (med katere spada npr. tudi žezlo). Tudi papeštvo, ki je imelo univerzalno kanonsko sodno oblast oz. jurisdikcijo in je bilo v srednjem veku tekmec s svetim rimskim cesarjem za vrhovno fevdalno oblast nad vsem katoliškimi vladarji, je za simbol oblasti uporabljalo papeško tiaro (trojno krono), na vrhu katere je bila zemeljska krogla s križem. Vladarsko jabolko je še dandanes prisotno v nekaterih monarhijah; npr. v Angliji simbolizira tako deželo kot tudi Anglikansko cerkev, ki sta pod zaščito in domeno kraljeve krone.
V primeru, ko je oseba, ki drži vladarsko jabolko, Jezus Kristus, je v ikonografiji zahodne umetnosti subjekt znan kot Salvator Mundi (»Odrešenik sveta«).

## Galerija
- Leontij (Bizantinsko cesarstvo)
- Karel Veliki (anahronistična slika, Sveto rimsko cesarstvo)
- Sigismund Luksemburški (Sveto rimsko cesarstvo)
- Friderik V. (Kraljevina Češka)